# Nieżywięć (Człuchów)
Nieżywięć (deutsch Niesewanz) ist ein Dorf in der polnischen Woiwodschaft Pommern und gehört zur Landgemeinde Człuchów (Schlochau) im Powiat Człuchowski (Kreis Schlochau).

## Geographische Lage
Das Dorf Nieżywięć liegt in der Tucheler Heide in der historischen Region Westpreußen und befindet sich heute im Südwesten der Woiwodschaft Pommern. Das Dorf ist ungefähr 11 Kilometer nordöstlich von der Kreisstadt Człuchów (Schlochau) und 105 Kilometer südwestlich von der Provinzhauptstadt Gdańsk (Danzig) entfernt.

## Geschichte
Die Aufzeichnungen des Dorfes reichen bis ins 14. Jahrhundert zurück. Im Jahr 1373 gewährte der Hochmeister des Deutschen Ordens Winrich von Kniprode, Nikolaus von Netzewantz und Nikolaus Trebenitz 50 Hektar Land zur gleichmäßigen Aufteilung im Austausch für die Erfüllung feudaler Verpflichtungen. Im 17. Jahrhundert ging der Ort Niesewanz zunächst teilweise, schließlich vollständig in den Besitz der Jesuiten in Konitz über, bis der Jesuitenbesitz am 10. Februar 1773 von der preußischen Regierung konfisziert wurde.
Durch die erste polnische Teilung von 1772 kam der Ort zu Preußen und gehörte bis 1818 zum Kreis Konitz, der seinerzeit den gesamten südlichen Teil von Pommerellen umfasste. Mit der Gründung des Kreises Schlochau im Jahr 1818 gehörte Niesewanz diesem von seiner Gründung bis zum Ende seines Bestehens durch die Folgen des Zweiten Weltkrieges bis 1945 an. Somit war der Ort als Teil des Kreises Schlochau im Wechsel der Provinz Westpreußen, nach dem Ersten Weltkrieg der Grenzmark Posen-Westpreußen und schließlich von 1938 bis 1945 der Provinz Pommern zugehörig.
Nach Ende des Ersten Weltkrieges wurde durch den Beschluss des Versailer Vertrags ein großer Teil Westpreußens dem neuen polnischen Staat zugeschlagen. Niesewanz gehörte zu dem Teil der Provinz, der beim Deutschen Reich verblieb. In dieser Folge lag der Ort unmittelbar an der Grenze zum polnischen Korridor. Zwischen 1939 und 1945 gehörte die Strecke zwischen Niesewanz und Dirschau offiziell zur R 1, weil der Korridor nach dem Überfall auf Polen völkerrechtswidrig Teil des Reichsgaus Danzig-Westpreußen wurde.
Die deutsche Bevölkerung von Niesewanz wurde nach dem Zweiten Weltkrieg vertrieben, es folgte darauf die Besiedlung des Ortes durch Polen. Seit 1945 gehört der Ort unter dem Namen Nieżywięć zu Polen.

### Einwohnerzahlen
| Jahr | Anzahl |
| ---- | ------ |
| 1910 | 508    |
| 1925 | 513    |
| 1933 | 505    |
| 1939 | 476    |

## Kirche
Die Bevölkerung von Niesewanz war vor 1945 überwiegend katholischer Konfession. Im Jahr 1925 waren von den 513 Einwohnern 407 Katholiken und 106 Evangelisch. Sowohl die evangelische als auch die katholische Gemeinde halten ihr Kirchenspiel in Schlochau. 
Heute ist die Bevölkerung von Nieżywięć fast ausschließlich katholischer Konfession.

## Verkehr
Zur Ortschaft führt die polnische DK 22, die am südlichen Ortsrand verläuft.

## Belege
- GUS 2011: Ludność w miejscowościach statystycznych według ekonomicznych grup wieku (polnisch), 31. März 2011, abgerufen am 26. April 2025
- Uli Schubert: Gemeindeverzeichnis, Landkreis Schlochau
- Michael Rademacher: Landkreis Schlochau. Online-Material zur Dissertation, Osnabrück 2006. In: eirenicon.com.